# الحقة (حبيش)

تعديل مصدري - تعديل

الحقة محلة تابعة لقرية القبولين، التابعة لعزلة صائر بمديرية حبيش إحدى مديريات محافظة إب في الجمهورية اليمنية، بلغ تعداد سكانها 38 حسب تعداد اليمن لعام 2004.